# Polycarpaea holtzei
Polycarpaea holtzei är en nejlikväxtart som beskrevs av Joseph Henry Maiden och Betche. Polycarpaea holtzei ingår i släktet Polycarpaea och familjen nejlikväxter. Inga underarter finns listade i Catalogue of Life.